# Springbrook (Québec)
Pour les articles homonymes, voir Springbrook (homonymie).
Springbrook est un hameau compris dans le territoire de Frampton en Nouvelle-Beauce au Québec (Canada).
Le hameau se forme lors d'un mouvement de colonisation britannique des terres au sud de Québec. Avec son noyau institutionnel constitué autour de l'église anglicane Christ Church, il est le foyer culturel de la diaspora irlandaise protestante du comté de Dorchester jusqu'à la dispersion de la communauté au milieu du XXe siècle.

## Toponymie
La communauté est d'abord connue sous le nom de West Frampton, d'après le canton dans lequel il se trouve. Le canton lui-même est nommé soit d'après un village anglais du Dorset, soit d'après Mary Frampton (en), autrice et botaniste admirée par William Henderson, leader du canton,.
Un ruisseau alimenté par une source (en anglais : spring brook) s'écoulant près du presbytère donne son nom actuel à l'agglomération rurale.

## Géographie
Springbrook est localisé dans la municipalité de Frampton, à environ 60 kilomètres au sud-est de Québec.

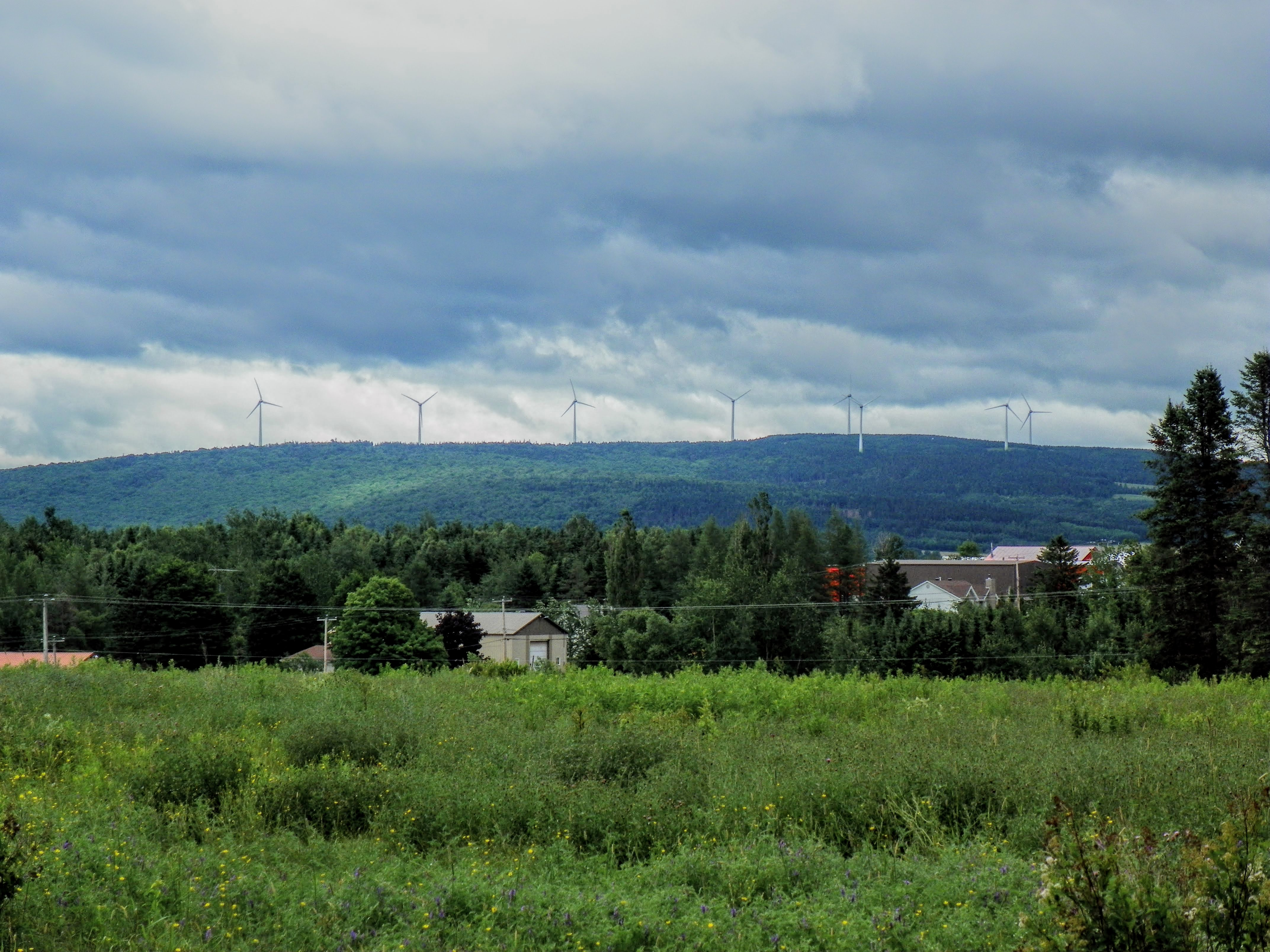
Le territoire de Frampton s'inscrit dans un paysage vallonné alternant entre forêts et prairies.

La topographie est caractérisée par les hautes terres des monts Notre-Dame, où les collines de jusqu'à 600 m d'altitude surplombent des vallées parcourues par de nombreux ruisseaux et des rivières.
Le paysage varie entre jeunes forêts peuplées de sapins et d'érables à sucre et prairies cultivées. Des récits relatent des forêts plus anciennes au moment de la colonisation, rasées à des fins d'agriculture ou d'approvisionnement en bois, au point où les seuls boisés restants au début du xxe siècle se trouvent au sommet des plus hautes collines et au creux des vallées les plus profondes.
Une analyse podologique montre que les sols sont composés de sable et de silt, avec un très forte pierrosité de gabarit variable. La terre noire abonde dans certaines vallées, très bien drainées et irriguées par un réseau complexe de cours d'eau.
La station climatique de Saint-Séverin rapporte une température annuelle moyenne de 3,5 °C, avec des maximums moyens de 22,5 °C en juillet et des minimums moyens de −12,3 °C en janvier. La station reçoit un total de 1 244 mm de précipitations par année ― dont 315 cm de neige, essentiellement de novembre à avril.

## Histoire

### Peuplement du canton de Frampton
La conquête de la Nouvelle-France par les Britanniques entraîne un changement de régime foncier, qui prend effet en 1791. Plutôt que d'être attribuées sous forme de seigneuries, où les habitants sont redevables en cens au seigneur-propriétaire, les terres sont désormais concédées en franc et commun socage sous la forme de cantons. Les cantons nouvellement concédés le sont à l'extérieur de la vallée du Saint-Laurent, d'abord au sud de Québec, dans les Appalaches, à un leader et ses associés, qui doivent préalablement présenter aux autorités un projet de colonisation.
Le canton de Frampton est proclamé le 10 juillet 1806 à la demande de William Henderson et Pierre-Édouard Desbarats, flanqués de Gilbert Henderson, George Pyke (en), James Irvine (en), William Berczy et William Simms, entre autres. Beaucoup des associés du canton de Frampton sont issus de la milice et de l'armée britannique, notamment Desbarats et les frères Henderson, ce qui marque la composition sociale du canton ; en 1831, pratiquement tous les pionniers de Frampton protestants sont des rentiers de l'armée.
Des terres sont concédées à Pierre-Édouard Desbarats dès la proclamation du canton. Certains affirment que Desbarats cherche d'abord à établir des Canadiens français, mais ceux-ci ne sont pas intéressés à troquer le système seigneurial pour le franc alleu. D'autres affirment plutôt que Desbarats invite des « défricheurs triés sur le volet », avec une préférence pour les Irlandais. Quoi qu'il en soit, Desbarats et Henderson encouragent des Irlandais à venir s'établir avec les Anglais et Écossais qui ont déjà commencé à s'établir.
Les Irlandais sont attirés en Amérique du Nord fuyant la surpopulation ainsi que la persécution qui suit les rébellions de 1798 et 1803 dans un pays où les aristocrates Anglais contrôlent la politique et le système agraire, et où les Irlandais sont réduits au métayage et contraints à des rentes seigneuriales élevées. Ainsi, bien que la plupart des Irlando-Québécois soient arrivés au cours de la Grande famine, la quasi-totalité des Irlandais installés à Frampton ont émigré avant ces événements et pour des motifs différents.
L'établissement de colons est plutôt lent lors des dix années qui suivent la concession du canton. Le développement s'accélère à partir de 1815, lorsque des travaux d'arpentage sont réalisés, et que sont bâtis des moulins et des routes.
Si les Anglais et les Écossais forment la plupart des colons de Frampton au cours vingt années suivant la concession du canton, les Irlandais sont dominants par la suite, étant trois fois plus nombreux que les autres Britanniques en 1840, puis cinq fois plus nombreux en 1860. Les Canadiens français commencent à s'installer dans le canton à partir de 1840, égalant en nombre les Britanniques en 1870.

### Les différentes confessions religieuses à Frampton
Différents facteurs influencent la répartition des populations confessionnelles, notamment la proximité des lieux de culte et des membres de la famille ainsi que les pratiques agricoles,,.
En 1884, les Canadiens français détiennent 47,8 % des terres du canton, les Irlandais catholiques en détiennent 41,4 % et les anglicans, 10,8 %. Les Canadiens français et les Irlandais catholiques se retrouvent donc dispersés dans l'ensemble du canton de Frampton, tandis que les Irlandais anglicans sont installés le long de « tous les rangs, mais dans la partie nord du canton, formant comme un demi-cercle autour de l'église de Springbrook ». Parmi les grands propriétaires, on retrouve les White, les Bartholomew, les Bradley et les Ross. On retrouve aussi les patronymes Foster, Hodgson, Hurley, McBean, Sargeant et Wilson. La communauté anglicane compte 39 familles en 1865.
Les catholiques sont les premiers à obtenir la construction d'une une chapelle dans le canton. La chapelle Saint Edward est construite dans le troisième rang en 1825, sur le site de l'actuel village de Frampton, ce qui favorise l'émergence d'un village autour de l'îlot paroissial. Les fidèles protestants préfèrent installer leur habitation en retrait du chemin public et du village, dans un système agroforestier leur permettant de cultiver de la pomme de terre, de l'avoine et de l'orge et de compléter leur revenus par l'exploitation forestière,. Certaines sources localisent le hameau de West Frampton le long du chemin qui relie Saint-Édouard à Saint-Malachie, près de Springbrook, tandis que Bouchette l'illustre à l'intersection de la rivière Desbarats et du 2e Rang, entre Saint-Édouard et Sainte-Marguerite.
Les écoles du canton sont non-confessionnelles de 1828 jusqu'à 1852. Les inquiétudes des catholiques vis-à-vis l'enseignement religieux des enseignants protestants résultent en une séparation des élèves selon leur religion. En 1853, l'une des 4 écoles du canton est protestante. Une seconde école protestante est construite à Springbrook vers 1860, tout juste à l'ouest de l'église.

### Construction de l'église anglicane Christ Church
Avant la construction d'un temple religieux, les protestants se rassemblent dans la maison de John Ross, un presbytérien. De plus en plus nombreux, les fidèles anglicans de West Frampton expriment en 1830 à l'archidiacre et futur évêque de Québec George Mountain (en) le souhait d'avoir une église. Ross propose un terrain pour une église et un cimetière dans le 3e rang du canton, ce qui suscite l'opposition des anglicans. Robert Knight, catéchiste desservant aussi East Frampton et Cranbourne, « monnaye » son appui aux anglicans en échange de leur support à une pétition en faveur de son ordination comme premier pasteur de la paroisse.

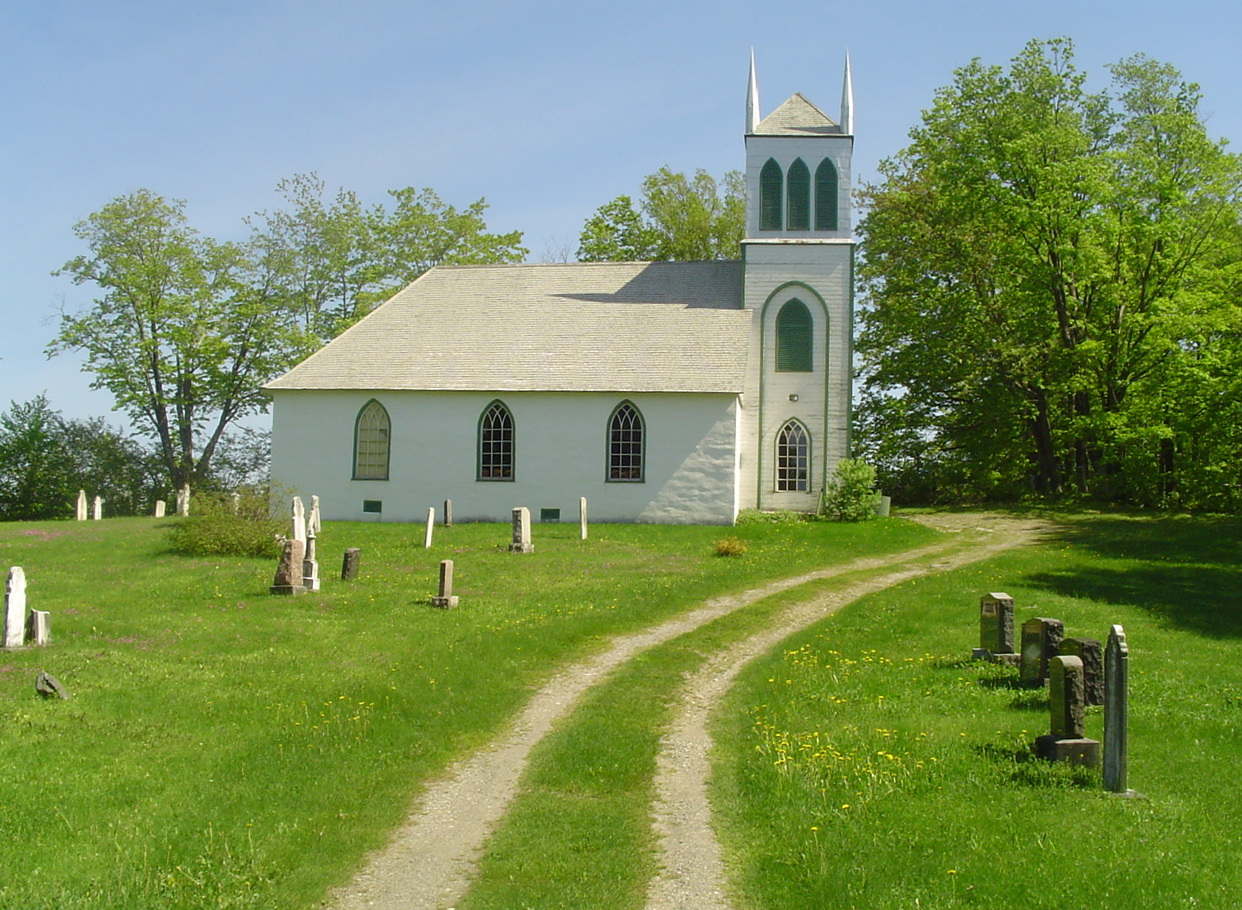
Construite en deux temps, l'église mêle les matériaux et les styles architecturaux.

Knight est nommé révérend et dirige la construction en 1836-1837 d'un temple dans le 5e rang, sur un site en retrait de la route, au bout d'un sentier boisé et au sommet d'un promontoire offrant une vue panoramique sur la vallée de la rivière Etchemin. Un cimetière à flanc de colline entoure l'église.
L'architecture emprunte au style néogothique, mais est fortement influencée par l'architecture vernaculaire canadienne. Cette dualité s'explique par la construction du temple qui s'est faite en deux temps. Le corps du bâtiment, première partie à être érigée, rappelle fortement les maisons datant de la colonisation française : de plan rectangulaire et mesurant 40 pieds (12,19 m), il est construit en pierre des champs avec un toit à trois versants revêtu de bardeau de cèdre. En 1896, on y adjoint un clocher de bois d'une hauteur de 48 pieds (14,65 m), conçu dans la plus pure tradition néogothique : ses ouvertures et ses moulures sont à arc brisé, et son toit pointu est orné de pinacles. Le toit est amputé de son troisième versant au début du XXe siècle, mais celui-ci est restauré en 1985.
Le bâtiment est cédé en 1842 à l'Église anglicane du Bas-Canada, puis consacré église en 1845, lorsque les dettes hypothécaires sont remboursées.

### Dispersion des Irlandais et étiolement de la communauté
Un déclin de la population anglicane peut être noté à partir de 1865 ; la perte de population s'effectue à un rythme de deux familles par année. Ainsi, on dénombre 24 familles en 1893 alors qu'on en comptait 32 en 1867 et 39 en 1865. Le révérend Sykes note en 1878 une perte de neuf familles en quatre ans. En 1885, le révérend Debbage note une baisse du tiers de la population en quatre ans. La dépopulation est ralentie à la fin du XIXe siècle, alors que quelques nouveaux mariés demeurent fidèles à Springbrook. On note aussi en 1930 le retour de quelques paroissiens dans le contexte de chômage urbain lors de la Grande Dépression. La disparition de la communauté anglicane de Springbrook est constatée vers 1950. 
Parmi les raisons invoquées du déclin, on compte des motifs culturels, sociaux, religieux et économiques. Au premier chef, les récoltes des agriculteurs sont mauvaises en raison du faible rendement des terres rocailleuses. Quelques événements aggravent la situation agroéconomique : échec de la récolte des pommes de terres en 1856, contamination de l'avoine en 1894 et sécheresse en 1905.
On note aussi comme motif l'augmentation de la population francophone, tandis que le célibat chronique entraîne la dénatalité des anglophones. La fermeture de l'école protestante en 1952 en raison du manque d'élèves est tout autant une raison d'exode pour les familles restantes. Le départ du pasteur résident en 1905 et la fin de la desserte de Springbrook par un pasteur itinérant en 1947 sont également des motifs soulevés pour expliquer le déclin de la population anglicane.
Enfin, dans un contexte plus large, la construction des chemins de fer et l'industrialisation des grandes villes lors de la seconde moitié du XIXe siècle expliquent en partie le déclin des populations rurales ― pas seulement à Springbrook.

## Services et activités
Le Miller Zoo, un parc zoologique, est établi près du hameau de Springbrook. Clifford Miller opère un zoo sur la terre de son grand-père, de descendance irlandaise.